# The Walking Dead (Comic)
The Walking Dead (anhörenⓘ) war eine monatlich erscheinende Comicserie, die in den USA zwischen Oktober 2003 und Juli 2019 von Image Comics publiziert wurde. Die Idee zu den Comics hatten Autor Robert Kirkman und Zeichner Tony Moore, der nach der sechsten Ausgabe von Charlie Adlard abgelöst wurde. Bis zur 24. Ausgabe zeichnete Moore jedoch noch die einzelnen Cover. In Deutschland wird die Comicserie seit dem 13. Januar 2006 vom Cross-Cult-Verlag in Sammelheften veröffentlicht. Eine auf dem Comic basierende Fernsehserie startete am 31. Oktober 2010 in den Vereinigten Staaten bei AMC. Der Comic gewann 2010 den Eisner Award für Best Continuing Series bei der San Diego Comic-Con International.
Die Serie handelt von einer Gruppe von Menschen, die nach einer weltweiten Zombie-Apokalypse in den zerstörten USA um ihr Überleben kämpfen. Die Hauptfigur Rick Grimes, ein Kleinstadtpolizist aus Cynthiana, Kentucky, seine Familie und andere Überlebende haben sich zusammengeschlossen, nachdem Zombies die Erde überrannt haben. Während die Serie fortschreitet, entwickeln sich die Charaktere weiter und ihre Persönlichkeiten verändern sich unter dem Stress der Zombie-Apokalypse.
Im Juli 2019 gab der Verlag für viele Leser überraschend bekannt, dass die Comic-Serie nach 15 Jahren und 193 Ausgaben nicht mehr fortgesetzt werde. Kirkman selbst äußerte sich dazu und erklärte, dass er die Serie so unvorhersehbar habe enden lassen wollen, wie die überraschenden Tode in den Comics geschehen seien.

## Handlung

### Suche nach Zuflucht (Band 1–4)
Der Polizist Rick Grimes wird im Dienst angeschossen und fällt in ein Koma. Einige Wochen später erwacht er im Krankenhaus von Cynthiana, findet dieses jedoch verwüstet und von Untoten bevölkert vor. Rick entkommt ihnen und kehrt zu seinem Haus zurück, das er ebenso zerstört vorfindet wie alles andere. Seine Frau Lori und sein Sohn Carl sind verschwunden. Rick trifft auf die Überlebenden Morgan Jones und dessen Sohn Douane, die ihn über die Ereignisse der letzten Wochen aufklären. Rick entschließt sich, nach Atlanta zu gehen, da die Regierung während der Zombieinvasion die Bevölkerung aufgefordert hat, in die großen Städte zu flüchten. Bei seiner Ankunft in Atlanta haben Zombies die Stadt längst überrannt und greifen Rick an. Glenn, der in der zerstörten Stadt nach Vorräten sucht, rettet Rick und führt ihn zum Lager der Überlebenden, wo Rick seine Frau Lori und seinen Sohn Carl wohlbehalten wiederfindet. Unter den Überlebenden befindet sich auch sein Polizeikollege und bester Freund Shane, der Ricks Familie nach Atlanta geführt, dabei jedoch eine Affäre mit Lori begonnen hat. Rick lernt zudem andere Überlebende kennen: das Ehepaar Allen und Donna mit ihren Söhnen Billy und Ben, die Hausfrau Carol mit ihrer Tochter Sophia, den Rentner Dale, die Schwestern Amy und Andrea und den Mechaniker Jim. In den folgenden Tagen integriert sich Rick in den Alltag im Lager und versucht, die Gesamtsituation der Gruppe zu verbessern. Dabei gerät er jedoch mit Shane in Streit: Während Shane weiterhin auf Rettung hofft und daher lieber in der Nähe der Großstadt bleiben will, hält Rick ihren Lagerstandort für zu gefährlich. Außerdem mehren sich die Hinweise, dass Shane Lori liebt und Rick als Rivalen betrachtet. Eine Waffenbeschaffungstour nach Atlanta verstärkt Ricks Sorgen um die Sicherheit seines Camps, die sich bei einem rasch folgenden massiven Zombieangriff auf das Lager bestätigt, bei dem Amy getötet und Jim gebissen wird. Daraufhin kommt es zwischen Rick und Shane zu einer offenen Auseinandersetzung, in deren Verlauf Shane Rick erschießen will. Carl erschießt Shane, um seinen Vater zu verteidigen.
Nach diesem Ereignis gibt die Gruppe, in der Rick nun praktisch die Anführerrolle einnimmt, das unsichere Lager auf und macht sich auf die Suche nach einem sicheren Ort, an dem sie ihr Leben neu aufbauen können. Unterwegs treffen sie auf Tyreese, dessen Tochter Julie und deren Freund Chris, die sich der Gruppe anschließen. In der vermeintlich sicheren Siedlung Wiltshire entkommt die Gruppe nur knapp einer Zombiehorde, verliert jedoch Allens Frau Donna. Kurz zuvor erfährt Rick, dass seine Frau schwanger ist. Carl wird versehentlich angeschossen und auf die Farm von Hershel Greene gebracht, der Carl rettet und der Gruppe um Rick anbietet, bis zu Carls Genesung auf der Farm zu bleiben. Die Gruppe lernt neben Hershel auch dessen Kinder Lacey, Arnold, Maggie, Billy, Susie und Rachel sowie Hershels Nachbarn Otis und dessen Freundin Patricia kennen. Auch hier kommt es zu Konflikten, als Rick erfährt, dass Hershel die umherstreifenden Zombies, die „Streuner“, die sich zu seiner Farm verirren, in seine Scheune sperrt. Denn auch Hershels Sohn Shawn hat sich nach einem Biss in einen Zombie verwandelt und Hershel klammert sich an die Hoffnung, dass sie wieder geheilt werden können. Als Hershel einen weiteren Streuner in die Scheune sperren will, brechen die gefangenen Zombies aus und töten Lacey und Arnold. Wenig später verweist Hershel Ricks Gruppe nach einem Streit der Farm. Nur Glenn, der mit Maggie eine Beziehung begonnen hat, darf bleiben. Für den Rest der Gruppe geht die Suche nach einer Zuflucht und der Kampf ums Überleben weiter. Schließlich entdecken sie ein aufgegebenes Gefängnis – die perfekte Zuflucht.
Im Gefängnis trifft die Gruppe auf Dutzende Zombies und schließlich auf vier überlebende Strafgefangene: den Räuber Axel, den Steuerbetrüger Thomas, den Drogenjunkie Andrew und den Mörder Dexter. Die Gruppe richtet sich in den Zellen ein, während Rick noch einmal zu Hershels Farm zurückkehrt, um diesen und seine Familie zum Gefängnis zu bringen, das sicherer ist als die Farm und mehr Platz bietet. Tyreeses Tochter Julie und ihr Freund Chris versuchen, sich in einem Doppelselbstmord gegenseitig zu erschießen. Chris drückt jedoch zu früh ab, tötet Julie und wird von Tyreese im Affekt getötet. Da Julie nach ihrem Tod „zurückkam“, ohne gebissen worden zu sein, kehrt Rick nach Atlanta zurück, wo sich seine Vermutung bestätigt, dass auch Shane untot begraben wurde: Offenbar werden alle Toten zu Zombies; auch jene, die nicht gebissen wurden, denn alle Lebenden sind bereits infiziert. Während seiner Abwesenheit eskaliert die Situation im Gefängnis: Zum einen stürzt sich der von Zorn erfüllte Tyreese allein in eine Zombiehorde in der Gefängnisturnhalle; zum anderen werden Hershels Töchter Susie und Rachel brutal ermordet aufgefunden und der Verdacht fällt auf Dexter. Nach Ricks Rückkehr findet die Gruppe Tyreese lebend in der Turnhalle, umgeben von Bergen toter Zombies. Kurze Zeit später greift der vermeintliche Betrüger Thomas, in Wahrheit ein psychopathischer Frauenhasser, Sadist, triebhafter Frauenmörder und der wahre Mörder von Susie und Rachel, Andrea an und wird von Rick beinahe zu Tode geprügelt. In der Gruppe kommt es zu heftigem Streit, als Rick verkündet, Thomas hängen zu wollen. Als Patricia Thomas heimlich befreit, greift er auch sie an und wird von Maggie erschossen. Der offene Bruch zwischen Rick und Dexter, der zu Unrecht der Morde an Susie und Rachel bezichtigt wurde, lässt sich nicht mehr reparieren. Dexter und sein Freund Andrew bewaffnen sich heimlich aus dem Gefängnisarsenal und versuchen, Rick und seine Gruppe aus dem Gefängnis zu vertreiben. Unterstützt werden sie dabei überraschenderweise von Patricia.
Bei ihrer Waffenbeschaffung haben Andrew und Dexter allerdings unbeabsichtigt weitere Zombies befreit. Im anschließenden Abwehrkampf gegen die Untoten erschießt Rick Dexter. Dessen Partner Andrew flüchtet aus dem Gefängnis. Derweil erreicht Otis die Strafanstalt gemeinsam mit einer weiteren Überlebenden, Michonne, die in Begleitung zweier Zombies ohne Arme und Kiefer reist, deren Gestank ihr die anderen Untoten vom Leib hält. Sie schließt sich der Gruppe an. Bei der Erkundung von Gefängnisblock A, aus dem sich Dexter und Andrew die Waffen beschafft haben, entdeckt die Gruppe einen funktionierenden Notstromgenerator. Dabei wird Allen von einem Zombie in den Knöchel gebissen. Rick amputiert den Unterschenkel, um die Infektion aufzuhalten, doch Allen stirbt einige Stunden später am starken Blutverlust. Tyreese wird in der Turnhalle von Michonne verführt, was seine Freundin Carol in die Krise und einen Selbstmordversuch treibt. Über den Vorfall kommt es zum Streit zwischen Rick und Tyreese, der mit einer heftigen Schlägerei zwischen den beiden endet. Die Gruppe beschließt, ein Führungskomitee zu gründen, da sie der Meinung ist, dass Rick mit der Belastung als Anführer allein nicht mehr klarkomme. Rick akzeptiert dies, räumt jedoch in einer Ansprache vor der Gruppe mit allen Illusionen bezüglich ihrer Rettung durch Außenstehende auf und macht der Gruppe klar, dass keine Rettung kommen werde und sie selbst bereits „lebende Tote“ seien, die unausweichlich früher oder später zu Zombies werden, ob nun gebissen oder nicht.

### Konflikt mit Woodbury (Band 5–8)
Die Gruppe erkundet weiter das Gefängnis und richtet sich ein. Bei einer Benzin-Beschaffungstour zum Gefängnisparkplatz entdecken Rick und Glenn einen Helikopter, der kurz darauf im Wald abstürzt. Rick, Glenn und Michonne machen sich auf, das Wrack zu suchen, um eventuellen Überlebenden zu helfen. Als sie den Helikopter finden, müssen sie feststellen, dass jemand schneller war. Ihre Suche nach diesem Jemand führt sie in das Städtchen Woodbury, Georgia, in dem sie auf den sadistischen „Gouverneur“ Philip und seine Schlägertruppe treffen, der die hier hausenden Überlebenden mit „Spielen“ bei Laune hält und Fremde an gefangene Zombies sowie seine Zombietochter verfüttert. Dieses Schicksal hat schon die Insassen des Helikopters ereilt und soll nun auch Rick und seine Begleiter treffen. Zuvor sollen sie ihm aber noch verraten, woher sie stammen. Als Rick sich weigert, hackt Philip ihm die rechte Hand ab. Während Rick von Doktor Stevens, dem unfreiwilligen Arzt von Woodbury, versorgt wird, wird Michonne von Philip mehrfach vergewaltigt und misshandelt und Glenn in einen Raum neben den Zombies gesperrt, wo er alles mit anhören muss. Schließlich erfährt Philip durch einen Trick, dass Rick und seine Freunde aus einem Gefängnis kommen, und plant, dieses für seine eigenen Leute zu erobern.
Mit Hilfe des Wachmannes Martinez gelingt der Gruppe zusammen mit Stevens und der Krankenschwester Alice die Flucht, jedoch wird Stevens unmittelbar nach Überwinden der Mauer von einem Zombie getötet. Michonne bleibt zurück und foltert Philip über Stunden fast zu Tode. Dieser überlebt, jedoch nicht ohne den Verlust diverser Körperteile. Bei ihrer Rückkehr zum Gefängnis stellen Rick und seine Begleiter fest, dass das Gefängnis erneut von Zombies überrannt und Otis von ihnen getötet wurde. Jedoch ist es den anderen aus Ricks Gruppe gelungen, sich zu verschanzen. Gemeinsam erobern sie die Außenareale zurück. Als Martinez heimlich zurück nach Woodbury fliehen will, wird er auf dem Weg von Rick gestellt und getötet, damit er Philip den Standort des Gefängnisses nicht verraten kann. Glenn macht Maggie einen Heiratsantrag, den sie annimmt. Die Gruppe erkennt, dass sie sich auf einen Angriff des Gouverneurs und seiner Leute vorbereiten muss.
Nach ihrer Hochzeit brechen Maggie und Glenn gemeinsam mit Andrea, Axel, Michonne und Tyreese auf, um einen Stützpunkt der Nationalgarde zu suchen, aus dem auch die Überlebenden in Woodbury ihre Waffen haben. Nachdem sie das Lager entdeckt, geplündert und anschließend gesprengt haben, suchen sie zudem noch den lokalen WalMart auf und geraten in ein Gefecht mit Wachen aus Woodbury. Dabei wird Glenn angeschossen, überlebt aber dank seiner Schutzausrüstung mit nur ein paar blauen Flecken. Währenddessen setzen bei Lori die Wehen ein. Dale wird bei der Beschaffung von Benzin für den Generator ins Bein gebissen, überlebt dies jedoch, da Alice ihm das Bein amputiert und die Wunde rechtzeitig versorgt. Lori bringt ein Mädchen zur Welt, das den Namen Judith erhält. Kurz darauf begeht die depressive Carol Selbstmord, indem sie sich von einem Zombie beißen lässt, den Alice zu Forschungszwecken hat einfangen lassen. Die Situation im Gefängnis spitzt sich zu, als wenig später die Überlebenden aus Woodbury unter Philips Führung ihren Großangriff starten und dafür sogar einen M2 Bradley-Schützenpanzer auffahren.
Der erste Angriff auf das Gefängnis schlägt fehl, da die Angreifer untrainierte Zivilisten und nicht fähig sind, das Gefängnis entsprechend Philips Anweisung unbeschadet einzunehmen. Viele der Angreifer werden getötet, Andrea und Axel verwundet, und Rick erleidet einen lebensgefährlichen Bauchschuss. Michonne und Tyreese unternehmen einen Gegenangriff auf die Angreifer, bei dem Tyreese in Gefangenschaft gerät und Michonne scheinbar getötet wird. Dale, Andrea, die Zwillinge Ben und Billy, Glenn, Maggie und Sophia kehren vorübergehend auf Hershels Farm zurück, da sie angesichts der feindlichen Übermacht keine Chance sehen, das Gefängnis zu halten. Der gefangene Tyreese wird von Philip mit Michonnes Schwert enthauptet, als die Gruppe um Rick sich weigert, das Gefängnis aufzugeben. In Philips Lager taucht plötzlich Michonne auf, erschießt mehrere von dessen Leuten, schafft es jedoch nicht, Philip zu töten. Beim zweiten Angriff auf das Gefängnis stirbt Axel durch einen Kopfschuss. Die Angreifer erleiden erneut schwerste Verluste. Als auch dieser Angriff zu scheitern droht, durchbricht Philip mit dem Panzer die Gefängniszäune und die Angreifer dringen in das Gefängnis ein. Im folgenden Feuergefecht sterben Patrica, Alice, Billy sowie Hershel. Eine Frau aus Woodbury erschießt Lori und ihr Neugeborenes auf der Flucht und gerät – als sie erkennt, was sie getan hat – darüber so in Rage, dass sie ihre Waffe gegen Philip richtet. Als die Zombies das Gefängnis stürmen, erschießt sie Philip und flüchtet mit den restlichen überlebenden Angreifern aus Woodbury in einen Zellenblock. Dort geht ihnen jedoch die Munition aus, um sich vor eindringenden Zombies zu verteidigen. Rick und Carl gelingt währenddessen mit knapper Not die Flucht aus dem Gefängnis.

### Neugruppierung (Band 9–11)
Rick und Carl flüchten in eine verlassene Kleinstadt und verstecken sich in einem der aufgegebenen Häuser. Dort kämpft Rick tagelang mit einer Infektion, die die Bauchwunde befallen hat, während sein Sohn auf sich allein gestellt ist. Nachdem Rick sich einigermaßen erholt hat, zieht das Vater-Sohn-Gespann weiter. Derweil wird Rick verstärkt von Halluzinationen geplagt: Er „telefoniert“ mit seiner toten Frau und gibt sich die Schuld an ihrem Tod und allem, was schiefgegangen ist. Auf ihrem Weg treffen sie zuerst auf Michonne und dann auf Glenn und Maggie, mit denen sie auf Hershels Farm zurückkehren und Andrea, Dale und die Kinder wiedertreffen. Während Rick sich dort weiter erholt, treffen überraschend Sergeant Abraham Ford, seine Gefährtin Rosita Espinosa und der Wissenschaftler Dr. Eugene Porter ein. Die drei sind auf dem Weg nach Washington und wollen, dass Rick und seine Gruppe sie begleiten. Letztendlich schließen sich Rick und die anderen Abraham an und brechen Richtung Washington auf, wo laut Dr. Porter die letzte große Zuflucht sein soll.
Rick wird weiterhin von Albträumen und Schuldgefühlen geplagt, während die Gruppe zunächst Richtung Atlanta zieht. Während einer Rast versucht Maggie, sich zu töten, kann jedoch gerettet werden. Zwischen Abraham und Rick kommt es zu Differenzen, da Abraham äußerlich ein abgebrühter Soldat ist, dem seine Mission, Dr. Porter nach Washington zu bringen, vor Menschenleben geht. Bei einem Halt beschließen Rick, Carl und Abraham, in Ricks alte Heimatstadt zurückzukehren, um die dortige Polizeiwache zu plündern. Auf der Fahrt dorthin treffen sie auf Straßenräuber, und Rick erfährt Abrahams Geschichte, die genau so von Schuld und Verlust geprägt ist wie seine eigene. Währenddessen macht sich der Rest der Gruppe auf die Suche nach einer brauchbaren Bleibe und entdeckt eine verlassene Farm, die – wie so vieles – wie ein kleines Paradies in der Hölle erscheint. In Cynthiana treffen Abraham und Rick auf Morgan, der die ganze Zeit dort überlebt hat. Sein Sohn Douane ist jedoch zum Zombie geworden und „lebt“ angekettet in Morgans Haus, da dieser es nicht übers Herz bringt, ihn endgültig zu töten. Rick überzeugt Morgan, mit ihnen zu kommen und Douane zu erschießen, allerdings lässt Morgan ihn frei. Anschließend plündern sie die Polizeiwache und machen sich auf den Weg zurück zur Gruppe. Sie geraten dabei an eine riesige Gruppe Zombies, die sie nicht abschütteln können und damit auch die anderen auf der Farm zur erneuten Flucht zwingen. Ben, einer der beiden Zwillinge, zeigt währenddessen unbemerkt erste Anzeichen einer schweren Psychose, als er anfängt, völlig emotionslos Tiere zu töten.
Auf ihrem Weg nach Washington bricht Bens psychische Störung durch, als er seinen Zwillingsbruder Billy tötet, ohne die Tragweite seiner Tat zu begreifen. Kurz darauf trifft die Gruppe auf Pater Gabriel Stokes, der auf der Suche nach Lebensmitteln in völligem Gottvertrauen durch das Land streift. Carl erschießt Ben in der folgenden Nacht, nachdem er die Diskussion der Erwachsenen über das weitere Vorgehen und ihre Uneinigkeit mitbekommen hat. Die Gruppe wird von Zombies angegriffen und Dale von Kannibalen entführt, die ihm sein verbliebenes Bein abschneiden und essen, ohne zu wissen, dass Dale beim Zombieangriff gebissen wurde und in den Wald gegangen ist, um allein zu sterben. Als Ricks Gruppe sich in Pater Stokes Kirche zurückzieht, beginnt ein Nervenkrieg zwischen den Kannibalen und Ricks Gruppe. Glenn wird von den Kannibalen gezielt verwundet, um Ricks Gruppe in Panik zu versetzen. Dies hat jedoch den gegenteiligen Effekt, dass Rick, Abraham, Michonne und Andrea sich, angeführt von Pater Stokes, auf die Suche nach ihnen machen. Nachdem sie sie gefunden haben, foltern sie sie zu Tode – eine Tat, die den anwesenden Pater Stokes davon überzeugt, dass Rick und seine Begleiter seine Strafe dafür sind, dass er während des Zusammenbruchs seine Gemeinde vor den Kirchentoren sterben ließ, um sich selbst zu retten. Dale stirbt an den Folgen des Bisses und der erneuten Amputation, und seine Gefährtin Andrea schießt ihm in den Kopf, um seine Rückkehr als Zombie zu verhindern.

### Die Siedlung Alexandria (Band 12–16)
Als Ricks Gruppe die Außenbezirke um Washington erreicht, kommt heraus, dass Eugene Porter kein Wissenschaftler, sondern Lehrer für Naturwissenschaften ist, also die ganze Zeit gelogen hat, was Abraham in einen Wutausbruch treibt. Kurz darauf taucht ein Mann namens Aaron auf, der als Scout einer Gemeinde von Überlebenden nach „kompatiblen Neubürgern“ sucht. Nach einem erneuten Zombieangriff entschließt sich die Gruppe um Rick, Aaron zu folgen. Als sie Washington erreichen, sehen sie das Notsignal eines Läufertrupps, der in der Stadt in Not geraten ist. Um zu helfen, begeben sich Aaron, Rick und Abraham in die verlassene und zombieverseuchte Stadt. Dort gelingt es ihnen, die beiden Läufer zu retten und mit Hilfe der eigentlichen Rettungsmannschaft aus der Stadt zu entkommen. Anschließend gelangen sie in die in Arlington gelegene Siedlung der Überlebenden, Alexandria, die von dem ehemaligen Kongressabgeordneten Douglas Monroe geleitet wird. Rick und die anderen aus seiner Gruppe werden in die Gemeinde aufgenommen. Rick wird Constable, die anderen erhalten unterschiedliche Aufgaben. Allerdings fällt es den Überlebenden und vor allem Rick sehr schwer, sich in eine Gruppe einzugliedern, die offenbar krampfhaft versucht, die „alte“ Welt mit all ihren Banalitäten aufrechtzuerhalten. Es wird zudem sehr schnell offensichtlich, dass auch in dieser scheinbar perfekten Zuflucht nicht alles so ist, wie es zu sein scheint. Rick beginnt, Vorsichtsmaßnahmen zu treffen.
Während das Leben in der Gemeinschaft seinen gewohnten Gang geht, versuchen die einzelnen Mitglieder aus Ricks Gruppe, sich bestmöglich einzufügen. Abraham wird dem Bautrupp zugeteilt, der den Schutzzaun erweitern soll, und übernimmt bald dessen Leitung. Pater Stokes wird Priester der Gemeinde, hadert aber weiter mit seiner Vergangenheit. Bei einem „Lauf“ in die Stadt stoßen Glenn und sein Läuferkollege Heath auf eine andere Gruppe Überlebender, die von Zombies belagert wird und skrupellos einen der ihren opfert, um zu entkommen. Währenddessen gerät Rick in einen Konflikt mit Monroe über die angemessene Reaktion auf den im Ort aufgedeckten Fall von häuslicher Gewalt. Rick liefert sich eine Prügelei mit dem Frauenschläger Pete und richtet sogar seine Waffe auf Monroe, als dieser ihn mit einer unausgesprochenen Drohung stoppen will. Michonne schlägt Rick nieder und setzt dem Treiben damit ein Ende. Dennoch bleibt er Constable, da Monroe erkannt hat, dass er jemanden wie Rick braucht. In der Folgezeit haben alle Mitglieder der Gemeinde mit ihren eigenen Problemen zu kämpfen: In der Ehe von Glenn und Maggie kriselt es und Rick „telefoniert“ wieder mit seiner toten Frau Lori. Der Arzt Pete verkraftet die erzwungene Trennung von seiner Familie nicht und rastet aus. Auf der Beerdigung eines verstorbenen Läufers will er Rick umbringen. Monroes Frau Regina mischt sich ein und wird von Pete getötet. Rick erschießt ihn daraufhin mit dem Einverständnis Monroes. Der Schuss setzt eine große Anzahl Zombies in Washington in Richtung des Geräuschs in Marsch. Zudem ermöglicht er es der Plünderergruppe, die Glenn und Heath gesehen haben, die Gemeinschaft ausfindig zu machen. Am nächsten Tag erreichen sie das Tor von Alexandria und drohen, die Siedlung mit Gewalt zu übernehmen, falls man sie nicht einlässt. In dem anschließenden Feuergefecht werden alle Mitglieder der Plünderertruppe getötet und dadurch noch weitere Zombies angelockt, die nun aus Washington Richtung Arlington marschieren. Bei der Beerdigung seiner Frau teilt Monroe Rick mit, dass die Gemeinschaft in Wahrheit Rick als Anführer brauche und nicht ihn selbst, da er zu viele Dinge nicht bedacht habe.
Eine Zombieherde kreist die Siedlung bald ein und belagert die Überlebenden, bis sie schließlich an einer Schwachstelle der Mauer durchbricht. In den Verteidigungskämpfen erleidet Alexandria schwere Verluste. Die Zombies überrennen die Siedlung und zwingen die Überlebenden, sich in den Häusern zu verstecken. Rick, Carl, Jessie und Ron wagen, als Untote getarnt, einen Fluchtversuch, bei dem Ron und Jessie sterben und Carl durch einen Querschläger aus Monroes Waffe, der selbst den Zombies zum Opfer fällt, sein rechtes Auge verliert. Rick rettet sich mit seinem schwer verletzten Sohn in Dr. Cloyds Krankenstation, überlässt ihn ihrer Obhut und kämpft dann weiterhin gemeinsam mit Michonne gegen die Zombies. Ihr entschlossener Widerstand rüttelt auch die anderen auf und Ricks „alte“ Gruppe eilt ihnen bald zur Hilfe. Es gelingt ihnen, die Zombieherde vollständig zu vernichten, ohne selbst Verluste zu erleiden. Das lässt Rick neue Hoffnung schöpfen: Wenn die Menschen sich besser organisieren und zusammenhalten, haben sie eine Zukunft. Diese Zukunft will er für seinen Sohn wahr werden lassen.
Nachdem die Überlebenden des Angriffs die Leichen beseitigt haben, stehen wichtige Entscheidungen an. Rick schwört seine Leute auf seine Vision einer besseren Zukunft ein, und die Überlebenden verstärken die Barrieren, die die Zombies fernhalten sollen, mit einem vorgelagerten Graben und Hindernissen aus Autowracks und Stahlträgern. Dabei kommt es jedoch zum Konflikt mit einigen der „Alteingesessenen“. Vor allem Nicholas ist der Meinung, Rick und seine Gruppe habe die Stadt an sich gerissen und wolle alle übrigen Bewohner töten. Während Rick und andere die Umgebung erkunden, eskaliert der Konflikt und kann nur knapp entschärft werden. Währenddessen gehen in der Gemeinschaft auch noch die Vorräte zur Neige.
Der Winter ist da, die Vorräte fast am Ende, die Umgebung abgegrast. Die Lage der kleinen Gruppe Überlebender wird langsam kritisch. Ein mysteriöser Fremder taucht auf, der sich selbst „Jesus“ nennt und aus einer anderen Siedlung jenseits von Washington kommt. Er behauptet, Handelsbeziehungen knüpfen zu wollen, stößt zunächst aber auf Ricks Misstrauen. Trotzdem machen sich Rick und einige andere zusammen mit „Jesus“ auf zur „Anhöhe“. Dort angekommen erfahren sie, dass deren Bewohner von einer brutalen Gang terrorisiert werden, die der Siedlung „Nahrung gegen Schutz“ abpressen. Angesichts der eigenen Versorgungslage schließt Rick mit Gregory, dem Anführer der Anhöhe, einen Deal: Er und seine Leute kümmern sich um die Neutralisierung der Gang, dafür erhalten sie Lebensmittel für den Winter.

### Krieg (Band 17–21)
Auf der Rückfahrt nach Alexandria kommt es zum direkten Kontakt mit Mitgliedern der ominösen Gang, die sich selbst „Negans Erlöser“ nennt. Die Erlöser fordern Ricks Gruppe auf, ihre gesamte Habe zu übergeben oder zu sterben, was Rick mit dem Feuerbefehl beantwortet. Der einzige überlebende Erlöser soll seinem Anführer Negan die Nachricht von Rick überbringen, in der dieser quasi zur Aufgabe und Unterwerfung aufgefordert wird. Nach der Rückkehr in Alexandria erfährt Glenn von Maggie, dass sie schwanger ist, und Rick beginnt eine Beziehung mit Andrea. Abraham und Porter verlassen die Siedlung, um eine Munitionsfabrik ausfindig zu machen. Dabei werden sie hinterrücks von weiteren Erlösern angegriffen, die die Gemeinschaft ausfindig gemacht haben und Abraham erschießen. Der anschließende Versuch der Erlöser, den als Geisel genommenen Porter als Druckmittel zu benutzen, um in die Siedlung zu kommen, scheitert allerdings unter Verlusten. Der Angriff erschüttert die Gemeinde schwer und versetzt sie in Angst, dass Alexandria nicht mehr sicher ist. Glenn beschließt daraufhin, auf die Anhöhe umzuziehen, um Maggie in Sicherheit zu bringen. Von Rick, Carl, Sophia und Heath begleitet, machen sie sich auf den Weg dorthin. In der Nacht werden sie von Erlösern, die in überwältigender Stärke antreten, überfallen und gefangen genommen. Erstmals zeigt sich auch Negan persönlich, der über die vergangenen Ereignisse zutiefst verärgert ist und ein Regime führt, das auf strikten Regeln und schweren Strafen basiert. Um Rick und seinen Leuten eine Lektion darüber zu erteilen, was die Folgen ihres Widerstands sind, wird Glenn vor den Augen der anderen von Negan mittels „Lucille“, eines stacheldrahtumwickelten Baseballschlägers, zu Tode geprügelt. Anschließend wird Ricks Gruppe wieder laufen gelassen und die Erlöser ziehen sich unter Negans Ankündigung zurück, Alexandria bald einen Besuch abzustatten. Nachdem Glenns Leiche, die trauernde Maggie und Sophia auf der Anhöhe in die Obhut der dortigen Bewohner übergeben worden sind, kehren Rick, Carl und Heath mit Jesus nach Alexandria zurück. Dort erfahren sie, dass die Erlöser ihre Drohung wahr gemacht und die Siedlung in der Zwischenzeit angegriffen haben. Dabei ist einer von Negans „Lieutenants“, ein Mann namens Dwight, in Gefangenschaft geraten. Angesichts eines Gegners, der in der Lage ist, simultane Angriffe zu führen, jederzeit überall zuschlagen kann und über den selbst praktisch nichts bekannt ist, entscheidet Rick sich dazu, zum Schein zu kapitulieren. Er lässt Dwight gehen, schickt jedoch Jesus heimlich hinterher, um für einen späteren Kampf möglichst viel über Negan und seine Leute herauszubekommen. Nach außen hin spielt er den Gebrochenen, um die eigene Gruppe zu schützen, sollte sein Vorhaben scheitern. Nur Andrea wird eingeweiht.
Jesus verfolgt Dwight bis zu einem Außenposten der Erlöser, wird aber selbst erwischt und soll zu Negan gebracht werden. Als seine Häscher mit ihm Negans Hauptbasis, das so genannte „Sanctuary“, erreichen, gelingt ihm die Flucht, was Dwight in der Folge vor Negan verheimlicht. Negan rückt währenddessen in Alexandria ein, um seinen Tribut abzuholen. Die Erlöser kassieren die Hälfte aller Vorräte, wobei sie aber „die Hälfte von Allem“ und nicht „die Hälfte von Jedem“ einstecken – so nehmen sie zum Beispiel die gesamten medizinischen Opiate mit, lassen das „einfache“ Zeug aber unangetastet. Carl versteckt sich unbemerkt mit Abrahams Sturmgewehr in einem der Fahrzeuge und gelangt so in Negans Basis, wo er mehrere Erlöser tötet, bevor er selbst in Gefangenschaft gerät. Negan ist ehrlich beeindruckt von dem Jungen und führt ihn persönlich herum, wobei Carl einen tiefen Einblick in Negans System erhält: Negan regiert wie ein absolutistischer Herrscher, der aber die Regeln über alles stellt. Seine Untertanen müssen sich ihre Privilegien erarbeiten. Negan selbst hält sich einen Harem, wobei die dort lebenden Frauen ein Leben voll harter Arbeit gegen totale Unterwerfung eingetauscht haben und bei Verlust sämtlicher Privilegien jederzeit wieder aussteigen können. Verstöße gegen die Regeln werden schwer bestraft, so muss Carl die Bestrafung eines Mannes mitansehen, der mit einer von Negans „Gefährtinnen“ zusammen war. Dieser unterhielt auch nach ihrer „Erwählung“ weiterhin eine Liebesbeziehung zu ihr und bekommt dafür „das Eisen“ zu spüren: Negan verbrennt sein Gesicht mit einem glühenden Bügeleisen, wobei er nicht müde wird zu betonen, wie sehr er dies doch verabscheue, aber die Regeln müssten eingehalten werden. Anschließend bringt er Carl unverletzt zu Rick zurück, womit er – als „Gegenpol“ zu Glenns Ermordung – seinen Standpunkt ausdrücken will: Einerseits ist er bereit, zu äußerster Brutalität zu greifen, wenn seine Regeln verletzt werden, andererseits kann er jedoch auch äußerst vernünftig sein, wenn seine Regeln akzeptiert werden. Jesus kehrt mit seinen Informationen über Negans Basis zurück und macht Rick mit einem potenziellen Verbündeten, Ezekiel, dem „König“ eines kleinen „Königreiches“ in der Nähe, bekannt. In Ezekiels Basis, einer befestigten Schule, trifft Rick überraschend erneut auf Dwight, der ihm seine Bereitschaft erklärt, sich dem Widerstand gegen Negan anzuschließen. Er will sich an Negan rächen, der sich seine Frau als Gefährtin aneignet und ihm zudem das Gesicht „gebügelt“ hat.
Während die Vorbereitungen laufen und Rick mit Ezekiel verhandelt, erscheint Negan überraschend in Alexandria und quartiert sich kurzerhand in einem der leer stehenden Häuser ein. Dort sucht ihn Spencer auf, der schon seit längerem nicht mehr mit Rick als Anführer einverstanden ist. Er bietet sich Negan als „bessere“ Alternative zu Rick an, wenn Negan für ihn Rick beseitige. Negan ist von diesem Vorschlag allerdings überhaupt nicht begeistert, da ihn Spencers Taktik, einen anderen die Drecksarbeit erledigen zu lassen, anwidert. Kurzerhand tötet er Spencer, was von Denise entdeckt wird. Als Rick wenig später zurückkehrt, stellt er Negan wutentbrannt zur Rede. Als Negan, nur von acht seiner Erlösern begleitet, abziehen will, ergreift Rick die Gelegenheit für einen Schlag. Während Negan vermeintlich in der Falle sitzt, greift jedoch dessen – überraschenderweise mit Schusswaffen ausgerüstetes – Backup-Team ein und entwaffnet Rick und seine Leute. Negan ist außer sich über den Angriff und plant, einen nach dem anderen zu töten. Währenddessen unternimmt Carl ein erfolgloses Attentat auf Negan und macht ihn damit nur noch rasender. Er beschließt, Carl zu töten, um Rick zu brechen, was von der Gemeinschaft verhindert wird, die ihm Carl nicht ausliefern will. Eine Eskalation wird durch die Einmischung von Jesus verhindert, dem es gelingt, Negan als Geisel zu nehmen. Ezekiel greift zusätzlich mit seinen Leuten in das Geschehen ein, wobei sein Tiger, Shiva, eine durchschlagende Vorhut bildet und Negan mit dessen Leuten trotz zahlenmäßiger Überlegenheit in die Flucht schlägt. Diese Ereignisse begründen einen Krieg, auf den Ricks Leute nicht so vorbereitet sind, wie sie es gern wären.
Da Negan und seine Leute sich fluchtartig zurückgezogen haben, beschließt Rick, direkt nachzusetzen: Zusammen mit den Leuten aus dem Königreich und von der Anhöhe rückt er gegen Negans Zuflucht vor. Dort stellt sich überraschend heraus, das Gregory, der Anführer der Anhöhe, sich aus Angst heimlich mit Negan arrangiert hat. Er fordert seine Leute auf, sich zurückzuziehen, was aber kaum jemand befolgt. Rick und seine Leute feuern, nachdem Negan die Kapitulationsaufforderung abgelehnt hat, auf die Fenster der Zuflucht und erzeugen dadurch einen Lärm, der wie geplant Horden von Zombies anlockt. Holly durchbricht mit einem Wagen die Umzäunung, so dass Negan und seine Leute innerhalb der Zuflucht eingeschlossen werden. Sie selbst gerät dabei in Gefangenschaft und Negan glaubt zunächst, sie wäre Ricks Freundin. Später wird Holly beinahe von einem Außenseiter aus Negans Gruppe vergewaltigt, der von Negan zur Strafe getötet wird. Währenddessen schalten Ricks Verbündete die Außenposten der Erlöser aus, wobei Ezekiels Angriff jedoch unter schweren Verlusten scheitert. Er verliert praktisch alle seine Leute und auch Shiva, die ihn gegen die Zombies verteidigen will. Mit Unterstützung dieses Außenpostens kann Negan die Belagerung brechen und geht direkt zum Gegenangriff über. Er marschiert vor Alexandria auf und schickt Holly mit verhülltem Gesicht zurück in die Siedlung. Denise will ihr helfen und bemerkt nicht, dass sie als Zombie zurückgeschickt wurde. Denise wird gebissen, und in der allgemeinen Verwirrung beginnen Negans Leute mit einem schweren Handgranatenangriff auf Alexandria. Währenddessen ist Gregory mit den wenigen Männern, die ihm gefolgt sind, zur Anhöhe zurückgekehrt und gerät dort unmittelbar mit Maggie aneinander, die vor Zorn rast, als sie erfährt, was er getan hat. Sie bezeichnet ihn als Feigling und konfrontiert die Bewohner der Anhöhe mit den Konsequenzen von Gregorys Verhalten: Knechtschaft und Willkür unter Negans Regime. Sie schafft es, die Leute hinter sich zu scharen, und rückt mit ihnen nach Alexandria aus, wo sie Negan durch ihr überraschendes Auftauchen zum Rückzug zwingt. Aber Alexandria ist schwer angeschlagen: Die Siedlung steht in Flammen, es gibt Tote und Verletzte. Diese Position ist unhaltbar geworden und Negan, der in einiger Entfernung den Rauch sieht, ist sich sicher, so gut wie gewonnen zu haben.
Angesichts der Schäden in Alexandria gibt Rick auf und zieht sich gemeinsam mit seinen Verbündeten auf die schwer befestigte Anhöhe zurück. Eugene Porter und die Leute, die in der Munitionsfabrik in Negans Hände gefallen sind, werden in die Zuflucht gebracht und Eugene verhört. Negan ist so selbstsicher, dass er nicht bemerkt, dass es in den eigenen Reihen kriselt. Rick hofft währenddessen darauf, dass Negan Zeit braucht, um sich neu zu organisieren, doch dieser plant bereits den direkten Gegenangriff auf die Anhöhe. Er lässt seine Waffen mit dem hochinfektiösen Zombiegift präparieren, so dass jede damit verursachte Verletzung tödlich ist. Als Rick während des Gefechts von Dwight mit einem Armbrustbolzen getroffen wird, wähnt sich Negan endgültig als Sieger. In der Zuflucht gelingt derweil Eugene und seinen Leuten sowie zwei weiteren Zivilisten aus Negans Gruppe mit Carsons Hilfe die Flucht. Die Schlacht um die Anhöhe geht indes auch nach Ricks Verwundung mit aller Härte weiter, aber die Dunkelheit behindert beide Seiten. Ezekiel und Michonne gelingt es, die Lampen der abgestellten Fahrzeuge einzuschalten, wodurch Negans Leute plötzlich im Licht stehen und dadurch zum leichten Ziel werden. Sie erleiden schwere Verluste und sind schließlich zum Rückzug gezwungen. Dennoch wähnt Negan Rick als praktisch tot und rechnet mit einer Kapitulation der Anhöhe. Umso überraschter ist er, als Rick am nächsten Morgen bei bester Gesundheit auf der Mauer erscheint. Dwight hat seine Bolzen nur scheinbar vergiftet, so dass Rick nicht infiziert wurde. Ihm gelingt es, Negan zum Zuhören zu zwingen und ihm die Vision einer besseren Welt begreiflich zu machen. Negans Einsicht kommt spät und Rick kann sich auch nicht darauf verlassen, dass Negan sich ändert. Daher greift er ihn überraschend an und verletzt ihn am Hals, so dass Negan zu verbluten droht. Auf diesem Weg will er die Erlöser zur Kapitulation bewegen, doch Negan, obwohl lebensgefährlich verwundet, greift Rick an, bis er selbst durch den Blutverlust das Bewusstsein verliert. Rick erleidet einen schweren Beinbruch. In der Folge übernimmt Dwight das Kommando über die Erlöser und beendet damit den Krieg. Negan wird auf Ricks Befehl vom Arzt der Anhöhe gerettet. Später kündigt Rick ihm an, ihn für den Rest seines Lebens einsperren zu wollen.

### Ein neuer Anfang (Band 22)
Nach dem verlustreichen Krieg gegen die Erlöser folgt im Handlungsstrang ein Zeitsprung, in dem die Jahre des Wiederaufbaus übergangen werden. Alexandria ist wiederaufgebaut, ein stabiles Netzwerk an Handelsbeziehungen und durch bewaffnete Reiter gesicherten Straßen zwischen den bekannten Siedlungen errichtet und die Gesellschaft auf einem Stand angelangt, der in etwa der Entwicklung Amerikas bis zum frühen 19. Jahrhundert entspricht. Carl ist zu einem jungen Mann herangewachsen und will bei Earl Sutton auf der Anhöhe eine Ausbildung zum Schmied beginnen, sein Vater hat allerdings einige Probleme, ihn so einfach ziehen zu lassen, da er der letzte Überlebende seiner Familie ist. Negan sitzt seit seiner Gefangennahme in einem eigens für ihn errichteten Gefängnis, Dwight ist Anführer der Erlöser, des Postens aber überdrüssig. Auch die Zombies sind zu einer berechenbaren Gefahr geworden, Eugene hat ein System entwickelt, mit dem Herden durch Späher frühzeitig entdeckt und mit Hornsignalen bzw. berittenen Treibern wie eine Viehherde an den Siedlungen gefahrlos vorbeigeleitet werden können. Bei einer dieser Umlenkaktionen gerät eine kleine Gruppe Überlebender in Bedrängnis, als sie unverschuldet in den Strom einer umgeleiteten Herde gerät. Bis auf einen können sie aber von Jesus Monroe gerettet und nach Alexandria gebracht werden. Deren Anführerin Magna ist jedoch aus Erfahrung extrem misstrauisch und kann sich nicht vorstellen, dass es in Alexandria wirklich so ist, wie es zu sein scheint. Carl setzt sich derweil mit seinem Berufswunsch durch und zieht auf die Anhöhe. Während Rick mit ihm dorthin unterwegs ist, dringt Magnas Gruppe heimlich in das Gefängnis ein und entdeckt im Keller Negans Käfig, nehmen diesem jedoch seine hanebüchene Story und gespielte Panik vor Rick nicht ab. Andrea klärt sie schließlich über Negan und den Grund seiner Gefangenschaft auf.

### Die Flüsterer (Band 23–25)
Während in Alexandria und den anderen Gemeinschaften das Leben seinen Gang geht, verschärft sich die Situation auf der Hügelspitze. Zuerst verschwindet eine Patrouille, dann werden Carl und Sophia hinterrücks von zwei Jungen angegriffen, mit denen Sophia schon mehrfach Streit hatte. Einer der Angreifer schlägt Carl mit einem Stein auf den Kopf, anschließend schlagen sie Sophia zusammen, in der Absicht, sie zu töten und es wie ein Versehen aussehen zu lassen. Das wird von Carl verhindert, der völlig außer sich gerät und beide Angreifer mit einer Schaufel beinahe totschlägt. Die Eltern der beiden fordern daraufhin Vergeltung, da sie ihre Söhne als Opfer sehen, was Maggie ihnen jedoch verweigert, da sie erst alle Aussagen hören möchte. Gregory, der ehemalige Anführer der Hügelspitze, der sich nie damit abgefunden hat, nicht mehr das Kommando zu haben, verspricht den aufgebrachten Eltern, dass sie ihre Vergeltung bekommen, sobald er wieder Anführer sei. Dafür müsse man nur Maggie töten. Sein Giftanschlag scheitert jedoch, weil er sich in der Dosis verrechnet. Gregory landet im Gefängnis und spielt den missverstandenen Helfer.
Zuvor verschlimmert sich die Lage im Niemandsland. Ein Suchtrupp unter Jesus Leitung wird von Zombies attackiert, die mit Messern bewaffnet sind und koordiniert vorgehen. Dabei stellt sich heraus, dass es sich um Menschen handelt, die als Zombies getarnt sind. Jesus kann einen der Angreifer, ein junges Mädchen namens Lydia, gefangen nehmen und auf die Hügelspitze bringen. Gleichzeitig taucht ein Überlebender einer anderen Patrouille auf und berichtet unter maßloser Angst von einer Herde, der er und sein verletzter Begleiter knapp entkommen sind und über der „ein Flüstern in der Luft lag“. Seine Aussage, dass „die Toten flüstern“, trägt nicht zur Beruhigung bei.
Ebenso wenig, dass plötzlich „Alpha“, die Anführerin einer bis dahin unbekannten Gruppe, die sich „Flüsterer“ nennt, vor dem Tor steht und ihre Tochter, Lydia, wiederhaben möchte. Im Austausch bietet sie dafür die verschwundenen Patrouillenleute an. Maggie lässt Lydia gehen, sehr zum Missfallen Carls, der sich zuvor lange mit Lydia unterhalten, sich für sie eingesetzt und ihre – begrenzte – Freilassung aus der Zelle erreicht hat. Zudem hat Lydia ihm erzählt, dass es in ihrer Gruppe üblich ist, dass die Stärkeren die Schwächeren dominieren und ausnutzen, was vor allem für die Frauen permanent die Gefahr der Vergewaltigung bedeutet. Auch Lydia ist bereits mehrfach missbraucht worden und ihre eigene Mutter tat nichts dagegen. Carl ist darüber aufgebracht, zumal er und Lydia kurz zuvor miteinander intim geworden sind. Als Maggie dem Austausch zustimmt, versucht er ihn zu verhindern, und als das nicht gelingt, folgt er den Flüsterern in ihr Territorium und legt es darauf an, von diesen gefangen genommen zu werden, um Lydia nicht aus den Augen zu verlieren.
Auf der Hügelspitze ist unterdessen Gregorys Schicksal besiegelt. Für den Mordversuch an Maggie wird er gehängt, womit Maggie aber zugleich gegen Ricks oberstes Gebot, einander nicht zu töten, verstößt. Maggie reist anschließend nach Alexandria, wo ein großer Markt stattfindet, an dem viele Mitglieder aller Gemeinden teilnehmen. Als sie Rick über die Ereignisse informiert und darüber, dass Carl verschwunden ist, ist Rick außer sich und bricht sofort auf, um seinen Sohn zurückzuholen – obwohl Maggie ihm auch Alphas Warnung, sich aus ihrem Territorium fernzuhalten, mitgeteilt hat. Wie zu erwarten werden Rick und seine Begleiter Dante, Andrea und Michonne von den Flüsterern abgefangen, Rick wird in deren Lager gebracht, wo er Carl trifft. Alpha jedoch ist nicht da – sie hat Carl befragt und ist zu dem Schluss gekommen, dass sie sich die „Menschen aus der alten Welt“ genauer ansehen muss. Ohne ihre Zombiemaske hat sie sich unerkannt unter die Leute auf dem Markt gemischt und hat Alexandria und die Menschen dort beobachtet und bewertet.
Ihre Bewertung ist nicht gut ausgefallen. Bei ihrer Rückkehr gerät sie prompt mit Rick aneinander, denn dieser hat ihre Warnung ignoriert – und die blutbesudelte Machete, die Alpha bei ihrer Rückkehr mit sich führt, lässt nichts Gutes vermuten, besonders für Ricks Begleiter. Etwas Schreckliches ist passiert, und als Rick herausfinden will, was Alpha getan hat, bezeichnet sie ihn und seine Lebensweise als überholt und dem Gestern verhaftet. Um Rick klarzumachen, dass er sich besser nicht mit ihr anlegen soll, zeigt sie ihm „ihre Horde“ – tausende Untote, die von ihren Flüsterern, die als „Leitzombies“ fungieren, nach Belieben gelenkt werden können. Im Anschluss fordert sie Rick auf, seinen Sohn zu nehmen und nie mehr wieder zu kommen. Carl will weiterhin nicht gehen und erzählt Rick von den Vergewaltigungen. Als Rick von Alpha wissen will, ob das wahr ist, bezeichnet sie Vergewaltigung als Urtrieb und bedeutungslosen momentanen Schmerz, den man überwinden könne. Man könne sich von Emotionen leiten und bestimmen lassen, dann sei man schwach – oder man ist stark, indem man Emotionen verdrängt, immer weiter macht und selber stark genug wird, um andere zu dominieren. Rick und seine Leute seien schwach und die neue Welt eine Welt der Starken – auch aus diesem Grund hat sie zugelassen, dass ihre eigene Tochter vergewaltigt wird.
Lydia hat mittlerweile erkannt, wie abgestumpft und kalt ihre Mutter und deren Sichtweise auf die Welt ist. Angesichts der erlebten Alternative konfrontiert sie ihre Mutter unter Tränen damit, dass sie den Missbrauch zugelassen hat. Daraufhin zerbricht Alphas Selbstbeherrschung, aber nur, weil sie zu dem Schluss kommt, dass ihre eigene Tochter nicht stark genug für die neue Welt ist. Daraufhin verstößt sie ihre Tochter unter Tränen, weil sie „ihr nicht das Leben bieten kann, das sie braucht – das Leben im Gestern“, und schickt sie mit Rick fort. Beim Abschied warnt sie Rick erneut, nie wieder zu kommen. Sollte er oder einer seiner Leute die Grenze noch einmal überschreiten und ihr Territorium betreten, dann schickt sie ihre Horde in sein Territorium. Die Grenze zu sehen sei kein Problem, sie habe sie markiert und er werde sie erkennen.
Was sie damit meint, muss Rick auf der Rückreise auf grausame Art herausfinden: Alpha hat eine Grenzmarkierung aus Pfählen errichtet – auf jedem der Pfähle steckt der Kopf eines Menschen aus Alexandria, der Hügelspitze oder dem Königreich. Alpha hat (mindestens) ein Dutzend unschuldige Menschen ermordet, um diese Grenze zu unterstreichen. Rick findet unter anderem die Köpfe von Olivia, Eugenes schwangerer Freundin Rosita und Ezekiel. Bei diesem Anblick bricht Rick vor Trauer und Zorn zusammen. Aber nicht nur er hat die Grenze gefunden – Andrea und Michonne haben sie ebenfalls entdeckt und die Zeichen stehen erneut auf Sturm.
Angesichts der neuen Bedrohung beschließt Rick, es sei an der Zeit, eine stehende Armee aufzustellen, die sich ausschließlich der Verteidigung der Gemeinden widmet. Negan gelingt unerwartet die Flucht und er überquert die Grenze. Sein Plan, sich als alleinreisender Überlebender auszugeben, schlägt indes fehl, weil Beta auf den Verfolgertrupp gestoßen ist. Dennoch kann Negan Alpha davon überzeugen, ihn zunächst zu dulden. Negan erarbeitet sich eine Position in der Gruppe und nutzt es sofort aus, als Alpha ihn aufsucht, um mit ihm zu reden. Als sie für einen kurzen Moment ihre Deckung fallen lässt, tötet und enthauptet er sie. Doch anstatt nun die Führung der Flüsterer zu übernehmen, kehrt er mit Alphas Kopf nach Alexandria zurück.

### Der Krieg der Flüsterer (Band 25– )
Da nun klar ist, dass es Krieg geben wird, ruft Rick alle verfügbaren Kämpfer nach Alexandria, da er den Angriff hier erwartet. Das Königreich und die Hügelspitze antworten, doch die Erlöser weigern sich, ihre Leute zu schicken. Sie haben die Nase voll von Ricks Gemeinschaft, in der sie sich als Verlierer sehen. Ricks Leute begeben sich in Position, um die Armee der Flüsterer abzufangen. Doch bei ihrem Eintreffen an ihrer vorgesehenen Stellung müssen sie feststellen, dass die Flüsterer bereits da sind.
Ricks Leute liefern sich mit ihren Gegnern einen zermürbenden und verlustreichen Kampf. Durch geschicktes Taktieren können sie die Zombies zerstreuen und die meisten Flüsterer ausschalten. Der erste Angriff der Flüsterer kann abgewehrt werden, doch das ist, obwohl es bereits hunderte Zombies sind, nur die Vorhut. Beta greift derweil mit einer Herde Untoter und einigen Bogenschützen die Hügelspitze an, die nur schwach besetzt ist, und brennt sie nieder. Die Verteidiger können aber unter der Führung von Maggie die in die Siedlung eingedrungenen Flüsterer und Zombies restlos niedermachen. Betas nächster Angriff richtet sich nun gegen Alexandria.

## Die Zombies
Die Zombies sind Zombies der klassischen Art – sie sind wandelnde Tote in unterschiedlichen Stadien der Verwesung und des Verfalls, teilweise ohne Gliedmaßen oder fast skelettiert. Sie sind langsam, dumm und einzeln für eine aufmerksame und bewaffnete Person eigentlich ungefährlich. Sie folgen den elementarsten Instinkten und reagieren auf Geräusche und Bewegungen. Ihr Antrieb ist ihr Hunger nach fleischlicher Nahrung, allerdings jagen sie nicht ausschließlich Menschen, sondern fressen Fleisch jeder Art. Verdorbenes Fleisch fressen sie allerdings nicht. Den Unterschied zwischen Ihresgleichen und lebenden Menschen erkennen sie am Gestank, dadurch ist es möglich, sich für eine begrenzte Zeit zu „tarnen“, indem man sich mit Zombieblut einschmiert und Zombieteile mit sich führt. Michonne reiste für eine lange Zeit alleine und war sicher, weil sie die zombifizierten Körper ihrer Freunde an sich band (nachdem sie ihre Arme und Kiefer entfernt hatte).
Der Biss eines Zombies ist wegen der durch die zwangsläufig übertragenen Krankheitserreger, Verwesungsbakterien und Leichengifte folgenden Infektion der Bisswunde tödlich. Lediglich durch unmittelbare Amputation des verletzten Körperteils ist es bislang möglich, den tödlichen Verlauf zu verhindern. Das, was die „Zombifizierung“ verursacht, scheint indes nicht tödlich zu sein, da auch Personen, die nicht gebissen wurden, nach ihrem Tod generell zurückkommen. Sie müssen also ebenfalls mit der „Zombieplage“ infiziert gewesen sein, ohne dass dies direkte Auswirkungen vor ihrem Ableben zeigt.
Die Zeit zwischen dem Tod einer Person und ihrer „Rückkehr“ ist unterschiedlich. Tyreeses Tochter kommt schon nach wenigen Minuten „wieder zurück“. Shanes Körper wird erst nach dem Begräbnis reanimiert. In Folge 6 der Verfilmung spricht der Wissenschaftler im CDC von einem Zeitraum von drei Minuten bis zu acht Stunden.
Nur durch die Zerstörung des Gehirns können die Zombies getötet werden. Eine Enthauptung führt dazu, dass der Kopf immer noch versucht zu beißen.
„Streuner“ (im Original Walkers) werden diejenigen Zombies genannt, die ziellos durch die Gegend wandern. Sie sind besonders gefährlich, da sie zur Rudelbildung neigen und andere Zombies animieren, ihnen zu folgen. Sie bilden damit Gruppen, die immer größer werden können, bis sich schlimmstenfalls sogenannte „Herden“ bilden, die mehrere Tausend Zombies umfassen können – eine praktisch unaufhaltsame Flut. Neben den Streunern gibt es auch „ortsfeste“ Zombies, die regungslos an einem Ort verweilen und darauf warten, dass unvorsichtige Beute in ihre Nähe gelangt.
Jede Gruppe von Überlebenden hat ihre eigenen Bezeichnungen für die Zombies, in Woodbury nannte man sie zum Beispiel generell „Matschbirnen“.
Die Gruppe von Rick dagegen nennen die Zombies „Beißer“ (Biters).

## Veröffentlichungen
Die amerikanischen und die deutschen Buchausgaben sind im Comicteil identisch. Die deutschen Ausgaben enthalten zusätzliche exklusive Textbeiträge rund um das Thema Zombies.
Die Comicreihe wurde in folgenden Kollektionen veröffentlicht:

### Trade Paperback (6-teilige Kollektion)
Die Trade-Paperbacks beinhalten jeweils sechs Ausgaben, beinhalten jedoch nicht die einzelnen Cover. In den englischen Ausgaben besteht jeder Titel aus genau drei Wörtern. Die deutschen Editionen erscheinen als Hardcover im verkleinerten Format.
| Titel (US/DE)                                                                                      | ISBN (US/DE)                                                                            | Veröffentlichung (US/DE)                                | Ausgaben                                 |
| -------------------------------------------------------------------------------------------------- | --------------------------------------------------------------------------------------- | ------------------------------------------------------- | ---------------------------------------- |
| The Walking Dead Vol. 1: Days Gone Bye The Walking Dead 1: Gute alte Zeit                          | US: ISBN 1-58240-358-9 (SC) DE: ISBN 3-936480-31-1 (HC) ISBN 978-3-95981-216-0 (SC)     | 14. Mai 2004 13. Januar 2006 14. September 2015         | The Walking Dead Nr. 1–6                 |
| The Walking Dead Vol. 2: Miles Behind Us The Walking Dead 2: Ein langer Weg                        | US: ISBN 1-58240-413-5 (SC) DE: ISBN 3-936480-32-X (HC) ISBN 978-3-95981-217-7 (SC)     | 24. November 2004 29. Mai 2006 16. November 2015        | The Walking Dead Nr. 7–12                |
| The Walking Dead Vol. 3: Safety Behind Bars The Walking Dead 3: Die Zuflucht                       | US: ISBN 1-58240-487-9 (SC) DE: ISBN 3-936480-33-8 (HC) ISBN 978-3-95981-218-4 (SC)     | 18. Mai 2005 15. November 2006 23. Dezember 2015        | The Walking Dead Nr. 13–18               |
| The Walking Dead Vol. 4: The Heart’s Desire The Walking Dead 4: Was das Herz begehrt               | US: ISBN 1-58240-530-1 (SC) DE: ISBN 3-936480-34-6 (HC) ISBN 3-959812-19-1 (SC)         | 30. November 2005 16. April 2007 24. Februar 2016       | The Walking Dead Nr. 19–24               |
| The Walking Dead Vol. 5: The Best Defense The Walking Dead 5: Die beste Verteidigung               | US: ISBN 1-58240-612-X (SC) DE: ISBN 3-936480-35-4 (HC) ISBN 3-864258-07-3 (SC)         | 27. September 2006 24. Oktober 2007 26. Mai 2016        | The Walking Dead Nr. 25–30               |
| The Walking Dead Vol. 6: This Sorrowful Life The Walking Dead 6: Dieses sorgenvolle Leben          | US: ISBN 1-58240-684-7 (SC) DE: ISBN 3-936480-36-2 (HC) ISBN 3-864258-08-1 (SC)         | 11. April 2007 13. Mai 2008 1. September 2016           | The Walking Dead Nr. 31–36               |
| The Walking Dead Vol. 7: The Calm Before The Walking Dead 7: Vor dem Sturm                         | US: ISBN 1-58240-828-9 (SC) DE: ISBN 3-936480-37-0 (HC) ISBN 3-864258-09-X (SC)         | 26. September 2007 22. Oktober 2008 28. November 2016   | The Walking Dead Nr. 37–42               |
| The Walking Dead Vol. 8: Made To Suffer The Walking Dead 8: Auge um Auge                           | SC: ISBN 1-58240-883-1 (SC) DE: ISBN 3-936480-38-9 (HC) ISBN 3-864258-10-3 (SC)         | 25. Juni 2008 23. März 2009 17. Mai 2017                | The Walking Dead Nr. 43–48               |
| The Walking Dead Vol. 9: Here We Remain The Walking Dead 9: Im finsteren Tal                       | US: ISBN 1-60706-022-1 (SC) DE: ISBN 3-941248-39-1 (HC) ISBN 3-959814-09-7 (SC)         | 21. Januar 2009 27. August 2009 vsl. 16. August 2017    | The Walking Dead Nr. 49–54               |
| The Walking Dead Vol. 10: What We Become The Walking Dead 10: Dämonen                              | US: ISBN 1-60706-075-2 (SC) DE: ISBN 3-941248-40-5 (HC) ISBN 3-959816-13-8 (SC)         | 12. August 2009 17. März 2010 vsl. 15. November 2017    | The Walking Dead Nr. 55–60               |
| The Walking Dead Vol. 11: Fear The Hunters The Walking Dead 11: Jäger und Gejagte                  | US: ISBN 1-60706-122-8 (SC) DE: ISBN 3-941248-90-1 (HC) ISBN 3-959816-14-6 (SC)         | 6. Januar 2010 30. September 2010 vsl. 14. Februar 2018 | The Walking Dead Nr. 61–66               |
| The Walking Dead Vol. 12: Life Among Them The Walking Dead 12: Schöne neue Welt                    | US: ISBN 1-60706-254-2 (SC) DE: ISBN 978-3-942649-22-3 (HC) ISBN 978-3-95981-758-5 (SC) | 3. August 2010 10. März 2011 vsl. 11. Juli 2018         | The Walking Dead Nr. 67–72               |
| The Walking Dead Vol. 13: Too Far Gone The Walking Dead 13: Kein Zurück                            | US: ISBN 1-60706-329-8 (SC) DE: ISBN 3-942649-23-3 (HC) ISBN 978-3-95981-907-7 (SC)     | 23. November 2010 23. Mai 2011 vsl. 14. November 2018   | The Walking Dead Nr. 73–78               |
| The Walking Dead Vol. 14: No Way Out The Walking Dead 14: In der Falle                             | US: ISBN 1-60706-392-1 (SC) DE: ISBN 3-942649-24-1 (HC) ISBN 978-3-95981-903-9 (SC)     | 22. Juni 2011 10. Oktober 2011 vsl. 13. März 2019       | The Walking Dead Nr. 79–84               |
| The Walking Dead Survivors Guide                                                                   | US: ISBN 1-60706-458-8 (SC)                                                             | 1. November 2011                                        | The Walking Dead Survivors Guide Nr. 1–4 |
| The Walking Dead Vol. 15: We Find Ourselves The Walking Dead 15: Dein Wille geschehe               | US: ISBN 1-60706-440-5 (SC) DE: ISBN 3-942649-25-X (HC) ISBN 978-3-95981-982-4 (SC)     | 27. Dezember 2011 15. Juni 2012 vsl. 10. Juli 2019      | The Walking Dead Nr. 85–90               |
| The Walking Dead Vol. 16: A Larger World The Walking Dead 16: Eine größere Welt                    | US: ISBN 1-60706-559-2 (SC) DE: ISBN 3-86425-098-6 (HC) ISBN 978-3-95981-151-4 (SC)     | 19. Juni 2012 15. Oktober 2012 vsl. 14. August 2019     | The Walking Dead Nr. 91–96               |
| The Walking Dead Vol. 17: Something To Fear The Walking Dead 17: Fürchte dich nicht                | US: ISBN 1-60706-615-7 (SC) DE: ISBN 3-86425-099-4 (HC) ISBN 978-3-95981-363-1 (SC)     | 4. Dezember 2012 23. März 2013 vsl. 4. Dezember 2019    | The Walking Dead Nr. 97–102              |
| The Walking Dead Vol. 18: What Comes After The Walking Dead 18: Grenzen                            | US: ISBN 1-60706-687-4 (SC) DE: ISBN 3-86425-100-1 (HC) ISBN 978-3-95981-376-1 (SC)     | 18. Juni 2013 23. August 2013 vsl. 12. Februar 2020     | The Walking Dead Nr. 103–108             |
| The Walking Dead Vol. 19: March To War The Walking Dead 19: Auf dem Kriegspfad                     | US: ISBN 1-60706-818-4 (SC) DE: ISBN 3-86425-101-X (HC) ISBN 978-3-96658-140-0 (SC)     | 19. November 2013 18. Dezember 2013 vsl. 13. Mai 2020   | The Walking Dead Nr. 109–114             |
| The Walking Dead Vol. 20: All Out War: Part One The Walking Dead 20: Krieg – Teil 1                | US: ISBN 1-60706-882-6 (SC) DE: ISBN 3-86425-102-8 (HC)                                 | 11. März 2014 28. April 2014                            | The Walking Dead Nr. 115–120             |
| The Walking Dead Vol. 21: All Out War: Part Two The Walking Dead 21: Krieg – Teil 2                | US: ISBN 1-63215-030-1 (SC) DE: ISBN 3-86425-102-8 (HC)                                 | 23. Juli 2014 16. September 2014                        | The Walking Dead Nr. 121–126             |
| The Walking Dead Vol. 22: A New Beginning The Walking Dead 22: Ein neuer Anfang                    | US: ISBN 1-63215-041-7 (SC) DE: ISBN 3-86425-416-7 (HC)                                 | 5. November 2014 12. Februar 2015                       | The Walking Dead Nr. 127–132             |
| The Walking Dead Vol. 23: Whispers Into Screams The Walking Dead 23: Dem Flüstern folgt der Schrei | US: ISBN 1-63215-258-4 (SC) DE: ISBN 3-86425-417-5 (HC)                                 | 12. Mai 2015 29. Juni 2015                              | The Walking Dead Nr. 133–138             |
| The Walking Dead Vol. 24: Life and Death The Walking Dead 24: Leben und Tod                        | US: ISBN 1-63215-402-1 (SC) DE: ISBN 3-86425-418-3 (HC)                                 | 1. September 2015 9. November 2015                      | The Walking Dead Nr. 139–144             |
| The Walking Dead Vol. 25: No Turning Back The Walking Dead 25: Unter Wölfen                        | US: ISBN 1-63215-659-8 (SC) DE: ISBN 3-86425-419-1 (HC)                                 | 30. März 2016 23. Mai 2016                              | The Walking Dead Nr. 145–150             |
| The Walking Dead Vol. 26: Call to Arms The Walking Dead 26: An die Waffen                          | US: ISBN 1-63215-917-1 (SC) DE: ISBN 3-95981-221-3 (HC)                                 | 20. September 2016 11. Oktober 2016                     | The Walking Dead Nr. 151–156             |
| The Walking Dead Vol. 27: The Whisperer War The Walking Dead 27: Der Krieg der Flüsterer           | US: ISBN 1-53430-052-X (SC) DE: ISBN 3-95981-225-6 (HC)                                 | 7. März 2017 12. April 2017                             | The Walking Dead Nr. 157–162             |
| The Walking Dead Vol. 28: A Certain Doom The Walking Dead 28: Der sichere Tod                      | US: ISBN 978-1-5343-0244-0 (SC) DE: ISBN 978-3-95981-229-0 (HC)                         | 12. September 2017 11. Oktober 2017                     | The Walking Dead Nr. 163–168             |
| The Walking Dead Vol. 29: Lines We Cross The Walking Dead 29: Ein Schritt zu weit                  | US: ISBN 978-1-5343-0497-0 (SC) DE: ISBN 978-3-95981-233-7 (HC)                         | 13. März 2018 11. April 2018                            | The Walking Dead Nr. 169–174             |
| The Walking Dead Vol. 30: New World Order The Walking Dead 30: Neue Weltordnung                    | US: ISBN 978-1-5343-0884-8 (SC) DE: ISBN 978-3-959812-37-5 (HC)                         | 11. September 2018 16. Oktober 2018                     | The Walking Dead Nr. 175–180             |
| The Walking Dead Vol. 31: The Rotten Core The Walking Dead 31: Verdorben bis ins Mark              | US: ISBN 978-1-5343-1052-0 (SC) DE: ISBN 978-3-959812-41-2 (HC)                         | 12. März 2019 17. April 2019                            | The Walking Dead Nr. 181–186             |
| The Walking Dead Vol. 32: Rest in Peace The Walking Dead 32: Ruhe in Frieden                       | US: ISBN 978-1-5343-1241-8 (SC) DE: ISBN 978-3-959813-54-9 (HC)                         | 13. August 2019 16. Oktober 2019                        | The Walking Dead Nr. 187–193             |

### Hardcover
Alle Hardcover beinhalten das Material der Comics sowie die Cover und teilweise Zusatzmaterial. Die Bücher sind größer als die Paperbacks. Pro Band sind zwölf Ausgaben der Heftserie enthalten. Jeder Band erschien zudem in einer auf 300 Stück limitierten signierten Luxusversion.
| Titel (US/DE)                                                                  | ISBN (US/DE)                                          | Veröffentlichung (US/DE)          | Ausgaben | Coverfigur                 |
| ------------------------------------------------------------------------------ | ----------------------------------------------------- | --------------------------------- | --- | -------------------------- |
| The Walking Dead Book One                                                      | HC: ISBN 1-58240-619-7                                | 19. Juli 2006                     | The Walking Dead Nr. 1–12                                                                                    | Rick                       |
| The Walking Dead Book Two                                                      | HC: ISBN 1-58240-698-7                                | 7. März 2007                      | The Walking Dead Nr. 13–24                                                                                   | Michonne                   |
| The Walking Dead Book Three                                                    | HC: ISBN 1-58240-825-4                                | 19. Dezember 2007                 | The Walking Dead Nr. 25–36                                                                                   | The Governor               |
| The Walking Dead Book Four                                                     | HC: ISBN 1-60706-000-0                                | 29. Oktober 2008                  | The Walking Dead Nr. 37–48                                                                                   | Lori und Judith            |
| The Walking Dead Book Five                                                     | HC: ISBN 1-60706-171-6                                | 5. Mai 2010                       | The Walking Dead Nr. 49–60                                                                                   | Abraham                    |
| The Walking Dead Book Six                                                      | HC: ISBN 1-60706-327-1                                | 13. Oktober 2010                  | The Walking Dead Nr. 61–72                                                                                   | Carl                       |
| The Walking Dead Book Seven                                                    | HC: ISBN 1-60706-439-1                                | 18. Oktober 2011                  | The Walking Dead Nr. 73–84                                                                                   | Rick                       |
| The Walking Dead Book Eight                                                    | HC: ISBN 1-60706-593-2                                | 2. Oktober 2012                   | The Walking Dead Nr. 85–96                                                                                   | Andrea                     |
| The Walking Dead Book Nine                                                     | HC: ISBN 1-60706-798-6                                | 4. September 2013                 | The Walking Dead Nr. 97–108                                                                                  | Negan                      |
| The Walking Dead Book Ten                                                      | HC: ISBN 1-63215-034-4                                | 9. September 2014                 | The Walking Dead Nr. 109–120                                                                                 | Ezekiel                    |
| The Walking Dead Book Eleven                                                   | HC: ISBN 1-63215-271-1                                | 25. Februar 2015                  | The Walking Dead Nr. 121–132                                                                                 | Paul 'Jesus' Monroe        |
| The Walking Dead Book Twelve                                                   | HC: ISBN 1-63215-451-X                                | 30. September 2015                | The Walking Dead Nr. 133–144                                                                                 | Rick                       |
| The Walking Dead Book Thirteen                                                 | HC: ISBN 1-63215-916-3                                | 5. Oktober 2016                   | The Walking Dead Nr. 145–156                                                                                 | Alpha                      |
| The Walking Dead Book Fourteen                                                 | HC: ISBN 1-53430-329-4                                | 11. Oktober 2017                  | The Walking Dead Nr. 157–168                                                                                 | Dwight                     |
| The Walking Dead Book Fifteen                                                  | HC: ISBN 978-1-5343-0850-3                            | 10. Oktober 2018                  | The Walking Dead Nr. 169–180                                                                                 | Juanita „Princess“ Sanchez |
| The Walking Dead Book Sixteen                                                  | HC: ISBN 978-1-5343-1325-5                            | 10. September 2019                | The Walking Dead Nr. 181–193                                                                                 | Rick                       |
| The Walking Dead: All Out War Artist's Proof Edition                           | HC: ISBN 1-63215-038-7                                | 1. Oktober 2014                   | The Walking Dead Nr. 115–126                                                                                 | Rick und Negan             |
| The Walking Dead: The Covers The Walking Dead – Die Cover 1: Von 2003 bis 2010 | HC: ISBN 1-60706-002-7 HC: ISBN 3-942649-26-8         | 6. Oktober 2010 10. Oktober 2011  | The Walking Dead Nr. 1–50 (Cover)                                                                            | -                          |
| The Walking Dead: The Covers – Volume 2                                        | HC: ISBN 1-60706-595-9                                | TBA                               | The Walking Dead Nr. 51–100 (Cover)                                                                          | -                          |
| The Walking Dead: Here's Negan The Walking Dead: Negan Ist Hier                | HC: ISBN 978-1-5343-0327-0 HC: ISBN 978-3-95981-630-4 | 4. Oktober 2017 22. November 2017 | Erstveröffentlicht auf 16 Ausgaben des mtl. Magazins Image+ verteilt zwischen 27. April 2016 – 26. Juli 2017 | -                          |

### Omnibus-Editionen
Limited Edition Omnibus-Editionen beinhalten 24 Ausgaben in einem Schuber mit diversen Extras. Die erste Ausgabe wurde von Robert Kirkman und Charlie Adlard signiert und ist begrenzt auf 300 Stück. Die zweite Version ist auf 3000 begrenzt, zudem gibt es noch eine Deluxe Limited Edition (signiert von Kirkman und Adlard), von der ebenfalls nur 300 Stück gedruckt wurden.
| Titel                                | ISBN                    | Veröffentlichung  | Ausgaben                     |
| ------------------------------------ | ----------------------- | ----------------- | ---------------------------- |
| The Walking Dead Volume 1 Deluxe HC  | HC: ISBN 1-58240-511-5. | 14. Dezember 2005 | The Walking Dead Nr. 1–24    |
| The Walking Dead Volume 2 Deluxe HC  | HC: ISBN 1-60706-029-9. | 17. Februar 2009  | The Walking Dead Nr. 25–48   |
| The Walking Dead Volume 3 Omnibus HC | HC: ISBN 1-60706-330-1. | 8. Februar 2011   | The Walking Dead Nr. 49–72   |
| The Walking Dead Volume 4 Omnibus HC | HC: ISBN 1-60706-616-5. | 25. Dezember 2012 | The Walking Dead Nr. 73–96   |
| The Walking Dead Volume 5 Omnibus HC | HC: ISBN 1-63215-042-5. | 19. November 2014 | The Walking Dead Nr. 97–120  |
| The Walking Dead Volume 6 Omnibus HC | HC: ISBN 1-63215-521-4. | 2. Dezember 2015  | The Walking Dead Nr. 121–144 |
| The Walking Dead Volume 7 Omnibus HC | HC: ISBN 1-53430-335-9. | 7. November 2017  | The Walking Dead Nr. 145–168 |
| The Walking Dead Volume 8 Omnibus HC | HC: ISBN 1-53431-356-7. | 12. November 2019 | The Walking Dead Nr. 169–193 |

Zudem existiert noch eine limitierte Hardcover-Edition der ersten Ausgabe, mit schwarzen Kunstledercover und roter Folie.

### Compendium Edition
Diese Editionen bestehen jeweils aus 48 Ausgaben und liegen als Paperbacks vor.
| Titel                                                                | ISBN                                                           | Veröffentlichung                  | Ausgaben                     |
| -------------------------------------------------------------------- | -------------------------------------------------------------- | --------------------------------- | ---------------------------- |
| The Walking Dead Compendium Volume 1 The Walking Dead – Kompendium 1 | US: ISBN 1-60706-076-0 (SC) DE: ISBN 978-3-86425-358-4 (SC)    | 6. Mai 2009 14. November 2013     | The Walking Dead Nr. 1–48    |
| The Walking Dead Compendium Volume 2 The Walking Dead – Kompendium 2 | US: ISBN 1-60706-596-7 (SC) DE: ISBN 978-3-86425-359-1 (SC)    | 16. Oktober 2012 19. Juni 2014    | The Walking Dead Nr. 49–96   |
| The Walking Dead Compendium Volume 3 The Walking Dead – Kompendium 3 | US: ISBN 1-63215-456-0 (SC) DE: ISBN 978-3-86425-360-7 (SC)    | 13. Oktober 2015 9. November 2015 | The Walking Dead Nr. 97–144  |
| The Walking Dead Compendium Volume 4 The Walking Dead – Kompendium 4 | US: ISBN 978-153431-340-8 (SC) DE: ISBN 978-3-95981-369-3 (SC) | 2. Oktober 2019 4. Dezember 2019  | The Walking Dead Nr. 145–193 |

### The Walking Dead Cutting-Room Floor
Für 2012 wurde das Buch The Walking Dead Cutting-Room Floor mit bisher nicht veröffentlichten Stories von Image Comics angekündigt, ist aber bisher noch nicht erschienen.

### The Walking DeadimPlayboy
Für die Ausgabe vom 16. März 2012 des US-amerikanischen Playboys schrieb Robert Kirkman in Zusammenarbeit mit Zeichner Charlie Adlard die Vorgeschichte von Michonne aus der Comicserie.

## Rezeption
Max Brooks erzählte Kirkman, dass er The Walking Dead gelesen hat und es mochte, doch Kirkman sagte, dass er World War Z nicht lesen könne, bis er The Walking Dead beendet hat. Eric Sunde von IGN bezeichnete The Walking Dead als beste monatliche Comicreihe.

## Andere Medien

### Spiele-App
Ein Spiel zur Serie erschien 2018 als Mobile App.

### Fernsehadaption
Am 12. August 2009 gab AMC bekannt, dass der Sender die Rechte an der Serie erworben habe. Frank Darabont soll als Drehbuchautor, Regisseur und Executive Producer agieren. Charles H. Eglee ebenfalls als Autor und Executive Producer.
Die Bestellung eines Pilotfilms zur Serie wurde am 21. Januar 2010 bekannt gegeben, zu dem die Dreharbeiten am 15. Mai begannen. Als Darsteller wurden unter anderem Andrew Lincoln (Rick Grimes), Sarah Wayne Callies (Lori), Chandler Riggs (Carl Grimes), Jon Bernthal (Shane Walsh), Steven Yeun (Glenn), Laurie Holden (Andrea), IronE Singleton (T-Dog) und Jeffrey DeMunn (Dale) vorgestellt. Die erste Staffel besteht aus sechs Folgen und startete am 31. Oktober 2010 in den Vereinigten Staaten.
Am 5. November 2010 begann der Sender FOX Channel mit der deutschsprachigen Ausstrahlung.

### Animationsfilm
AMC veröffentlichte einen animierten Kurzfilm vom ersten Teil der ersten Ausgabe. Die Animationen wurden von Juice Films erstellt, Sprecher ist Phil LaMarr und die Zeichnungen stammen von Tony Moore.

### Videospiel
Am 17. Februar 2011 gab das Entwicklerstudio Telltale Games bekannt, dass ein Videospiel basierend auf der Comicserie in Arbeit sei. Die Veröffentlichung war zunächst für Herbst 2011 geplant, wurde jedoch auf einen unbestimmten Zeitpunkt verschoben. Die erste Episode erschien am 25. April 2012, am 27. April für die Xbox 360. Mittlerweile sind alle Teile (5 Episoden) für PC, die Xbox 360 und die PS3 erschienen. Ausgenommen davon war der deutsche Xbox-Live-Marktplatz. Nachdem Microsoft zuerst verlauten ließ, dass The Walking Dead – The Game nicht auf dem Marktplatz erscheinen werde, erschien die erste Episode verspätet am 8. Mai 2012 auch dort.
Die erste Episode von Staffel 2 der Telltale-Serie wurde im Dezember 2013 für alle Plattformen veröffentlicht. Die restlichen Teile (Episode 2–5) folgten bis zum Sommer 2014.
Activision veröffentlichte ein Spiel namens The Walking Dead: Survival Instinct, welches die gemeinsame Vorgeschichte der Serienprotagonisten Merle und Daryl Dixon auf ihrem Weg nach Atlanta beschreibt. Das Spiel erschien erstmals am 19. März 2013 in Nordamerika, am 22. März anschließend in Europa. Es ist für Windows, Xbox 360, PlayStation 3 und Wii U verfügbar.
Am 8. Juli 2021 gab The Sandbox bekannt, in ihrem Metaversum ein Videospiel basierend auf der Compicserie zu schaffen.

### Buchreihe
Am 11. Oktober 2011 veröffentlichte Robert Kirkman zusammen mit Jay Bonansinga den Roman „The Walking Dead: Rise of the Governor“ im amerikanischen Verlag Thomas Dunne Books. Insgesamt soll es drei Romane über die Hintergrundgeschichte des „Gouverneur“ Philip geben, die nicht in den Comics vorkommt. Der zweite Band „The Road to Woodbury“ erschien am 25. Oktober 2012, der dritte Band „The Fall of the Governor“ ist für Ende 2013 geplant.
Am 9. Juli 2012 veröffentlichte der Heyne Verlag den ersten Roman auf Deutsch unter dem Namen The Walking Dead. Am 9. April 2013 folgte der zweite Roman unter dem Namen The Walking Dead 2. Auch The Walking Dead 3 (2012) und The Walking Dead 4 (2013) wurde auf Deutsch veröffentlicht.

### Hörbuch/Hörspiel
- 2013 als Hörbuch (Download): The Walking Dead, Random House Audio, Leser: Michael Hansonis, 639 Minuten.
- 2015 als Hörspiel: The Walking Dead, Lübbe Audio, z. T. mit Original-Sprechern Uve Teschner, Tobias Kluckert, Yara Blümel, 4+ Folgen.

### Brettspiel
Cryptozoic Entertainment veröffentlichte im März 2012 das offizielle Brettspiel zur Comic-Serie.

### Sammelfiguren
Die Firma A Diamond Select veröffentlichte am 27. März 2012 The Walking Dead-Figuren, entworfen und geformt von Art Asylum.

## Aircel-Reihe
1989 erschien eine vierteilige Comicreihe unter dem Namen The Walking Dead von Aircel Comics. 1990 folgte eine weitere Sonderfolge. Außer der Zombie-Thematik besteht kein Zusammenhang zwischen den Aircel und Image Ausgaben.